# Fjällnervmossa
Fjällnervmossa (Campylopus schimperi) är en bladmossart som beskrevs av J. Milde in Rabenhorst 1864. Fjällnervmossa ingår i släktet nervmossor, och familjen Dicranaceae. Enligt den svenska rödlistan är arten sårbar i Sverige. Arten förekommer i Övre Norrland. Artens livsmiljö är fjäll. Inga underarter finns listade i Catalogue of Life.